# Jasper Francis Cropsey

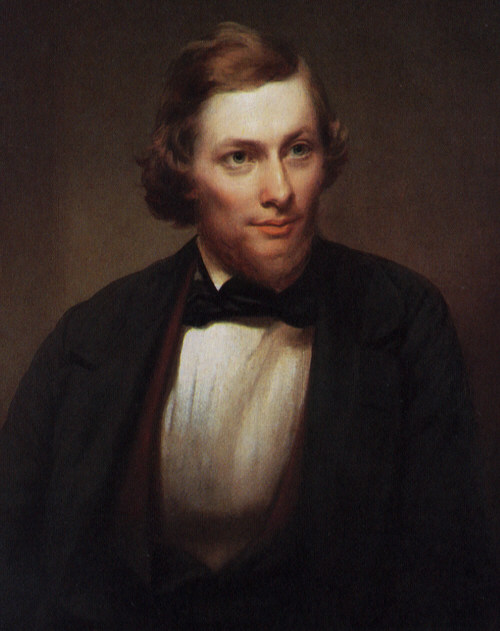

Jasper Francis Cropsey, född 1823, död 1900, var en amerikansk målare tillhörande Hudson River School.
Han studerade först arkitektur, men vände sig sedan till landskapsmålning. Han reste till Europa 1847, levde tre år i Italien och 1857-63 i London. Av hans landskap berömmas Greenwoods sjö, Bergspass på Staten island, Från Syd-Italien, Templet vid Pestum, Cedarsjön i Förenta staterna.